# Granna
GRANNA sp. z o.o. – polskie wydawnictwo z siedzibą w Warszawie założone przez Ewę i Konrada Falkowskich oraz Dorotę Woyke, zajmujące się głównie wydawaniem i produkcją gier planszowych dla dzieci i całych rodzin.
W 2007 roku nastąpiło przeniesienie zakładu do kompleksu hal i magazynów na warszawskim Targówku, w których znajduje się do dzisiaj. Hale produkcyjne i magazyny zajmują powierzchnię ok. 3 tys. m², a w firmie pracuje ponad 100 pracowników. Eksport gier odbywa się do ponad 30 krajów świata, m.in. Czech, Austrii, Japonii, Słowenii, Rosji, Szwajcarii i Korei, a także na Białoruś, Litwę, Łotwę, Ukrainę, do krajów skandynawskich oraz do Ameryki Południowej, USA, Kanady i Australii.
Najbardziej znanym tytułem wydawnictwa jest Superfarmer wydany w 1997 roku na podstawie gry Hodowla zwierzątek autorstwa matematyka Karola Borsuka. Od czasu pierwszego wydania Granny w 1997 roku sprzedano ponad milion egzemplarzy, a w roku 2013 produkcja przekroczyła 100 000 egzemplarzy rocznie.
Dla innych wydawców Granna produkowała takie tytuły jak: Kolejka, Neuroshima Hex!, Stronghold, K2,Time Stories, Domek, Termity, Race to Berlin, Versailles, Pole Arle, Arler Erde, Simurgh, Pamięć ’39, Heros, Pytaki, 111 Alarm dla Warszawy, 303, Znaj znak, Alternatywy 4, Zmiennicy, Race to the North Pole, Watson & Holmes.

## Wydane gry
- Seria MOJE PIERWSZE GRY:
  - DOMINO kolory
  - LOTTO dom
  - MEMINO przeciwieństwa
  - MEMO zabawki
  - PUZLINO Co pasuje?
  - PUZZLE zwierzęta
- Seria JUŻ GRAM!:
  - Mamusie (ilustracje: Agnieszka Kowalska)
  - Auta (ilustracje: Beata Batorska)
  - Plastusie (ilustracje: Ewa Kozyra-Pawlak)
  - Zwierzątka (ilustracje: Agnieszka Kowalska)
  - Mały miś

- Seria KLUB PRZEDSZKOLAKA (nagroda SUPER PRODUKT 2015):
  - Domino – gra w liczenie
  - Lotto – loteryjka obrazkowa
  - Mała, wielka myszka – gra w przeciwieństwa
  - Memo A-Ż – zabawy z alfabetem
  - Sznurki i Dziurki – wyszywanki bez igły
  - Zgaduj Zgadula – obrazkowe zagadki

- Seria GRY I ZABAWY SMOKA OBIBOKA:
  - Laleczki (autor: Marek Bartkowicz, ilustracje: Beata Batorska)
  - Nowe Zagadki Smoka Obiboka (autor: Marek Bartkowicz, ilustracje: Beata Batorska)
  - Patyczaki (autor: Ewa Falkowska)
  - Zagadki Smoka Obiboka (autor: Marek Bartkowicz, ilustracje: Beata Batorska)
  - Figuraki (autor: Marek Bartkowicz, ilustracje: Beata Batorska)
  - Kot w worku
- Seria SMOK OBIBOK POLECA:
  - Sadzimy las (autor: Katarzyna Wioska, zwycięzca konkursu „Wymyśl grę zostań autorem Granny 2015”)
  - Kółka i spółka (autor: Alina Brzeska-Czuba, zwycięzca konkursu "Wymyśl grę zostań autorem Granny 2014", ilustracje: Maciej Szymanowicz)
  - Moje Dinozaury (ilustracje: Agnieszka Kowalska)
  - Już czytam (Ilustracje: Piotr Socha, Maciej Szymanowicz)
  - Mój pierwszy quiz (autor: Ewa Falkowska, ilustracje: Elżbieta Śmietanka-Combik)
  - Stuku puku

- Seria ZMYSŁY:
  - Bim Bom (ilustracje: Piotr Socha)
  - Nos w nos (autor: Łukasz M. Pogoda, ilustracje: Maciej Szymanowicz, nagroda SUPER PRODUKT 2013)
  - Tęcza (autor: Ewa Falkowska)

- Seria KRÓLESTWO DOBRYCH GIER:
  - Cztery Pory Roku (ilustracje: Elżbieta Gaudasińska)
  - Gacek, gdzie jesteś? (ilustracje: Izabela Kowalska-Wieczorek)
  - Muffinki (ilustracje: Małgorzata Parczewska)
  - Sombrero czy melonik? (ilustracje: Edward Lutczyn)
  - Tańcowała igła z nitką (ilustracje Ewa Kozyra-Pawlak)
  - Zwierzaki – memo
- Seria IQ GRANNA:
  - Quiz zoologiczny (autorzy: pytań – Ewa Zbonikowska, Marcin Gorazdowski; reguł gry – Michał Stajszczak)
  - 2x2 (autor: Jacek Szczap, nagroda Świat Przyjazny Dziecku)
  - Karta rowerowa (autor: Ewa Falkowska, ilustracje: Marcin Bruchnalski, nagroda Świat Przyjazny Dziecku)
  - Quiz ortograficzny (autor: Ewa Falkowska, ilustracje: Andrzej Budek)
  - Quiz wiem wszystko!
  - Rodzinki (autorzy: Ewa Falkowska i Krzysztof Szafrański, ilustracje: Tomasz Terlecki)
  - Planeta Zwierząt
  - Która godzina

- Seria SUPERFARMER:
  - Superfarmer (autor: Karol Borsuk, ilustracje: Piotr Socha, Gra Roku w Finlandii w 2013 roku)
  - Rancho (autor: Michał Stajszczak, ilustracje: Piotr Socha, nominacja w plebiscycie GRA ROKU 2013)
  - Ufofarmer (autor: Helmut Ast, ilustracje: Piotr Socha)

- ·Seria WIEM, BO GRAM!:
  - Od Helu do Wawelu (autor: Bernhard Lach, Uwe Rapp, Ewa Falkowska, ilustracje: Grzegorz Molas)
  - Barcelona czy Werona? (autor: Bernhard Lach, Uwe Rap, ilustracje: Przemysław Truściński, gra zdobyła nagrodę główną w XIII edycji konkursu Świat Przyjazny Dziecku)
  - Faras (autor: Filip Miłuński, ilustracje Adam Pękalski)
  - Słówka (autor: Jacek Szczap)

- Seria GRAMY!
  - Dino kontra dino (autor: Reiner Knizia)
  - Wilki i Owce (autor: Philippe des Pallieres, ilustracje: François Bruel, nominacja do nagrody Gra Roku w 2007 roku)
  - Hej, to moja Ryba (autor: Alvydas Jakeliunas, Gunther Cornett)

- ·Seria W TO MI GRAJ!
  - Motto (autor: Reiner Knizia)
  - Słońce i księżyc (autor: Jacques Zeimet, ilustracje: Johann Rüttinger)
  - Łap prosiaka (autor: Torsten Landsvogt, ilustracje: Ari Wong)
  - Łap psiaka (autor: Torsten Landsvogt, ilustracje: Ari Wong)
  - Kto pozmywa? (autor: Philippe des Palliéres, Didier Jacobée, Patrice Pillet ilustracje: Acapulco studio)
  - Gringo (polska edycja gry Skull and Roses, autor: Hervé Marly, ilustracje: Agnieszka Rajczak-kucińska, nagroda Gra Roku 2011 we Francji)
  - Mafia (ilustracje: Piotr Socha)

- Seria GRY RODZINNE:
  - Bumernag (autorzy: Dominique Erhard & Michel Lalet, ilustracje: Dominique Erhard)
  - Hooop! (autor: Adam Kałuża, ilustracje: Piotr Socha)
  - Kraby (autor: Adam Kałuża)
  - Qubix (autor: Adam Kałuża)
  - Trio (autor: Susanne Golonska)
  - Unikat (autorzy: Bernhard Weber i Richard Polle)
  - Tempo! (autorzy: Udo Peise i Marco Teubner, ilustracje: Małgorzata Parczewska)
  - Ale historia! (autorzy: Zbigniew Pawłowski, Filip Miłuński)
  - Grzybobranie
  - Empatio (autorzy: Martino Chiacchiera, Benedetto Degli Innocenti, ilustracje: Xin Mao, Nagroda główna w XIV edycji konkursu Świat Przyjazny Dziecku w kategorii: zabawka)
  - Potwory do szafy (autor: Antoine Bauza, ilustracje: Maciej Szymanowicz, nagroda SUPER PRODUKT 2013)

- Seria GRANNA EXPERT:
  - CV (autor: Filip Miłuński, ilustracje: Piotr Socha)
  - CV Plotki (autor: Filip Miłuński, ilustracje: Piotr Socha)
  - CVlizacje (autor: Jan Zalewski, tytuł najlepszej gry rodzinnej na UK Games Expo 2016)
  - MR House
  - Pretor
- Seria GRY PODRÓŻNE (gry wydane w wersji pomniejszonej):
  - Łamigami
  - Omnibus – prawda czy fałsz?
  - Quiz, gdzie raki zimują?
  - Inteligencja
  - Pentomino
  - Statki
  - Tangram
  - Warcaby

Do końca 2015 roku firma wydała ponad 300 tytułów.
Granna jest wyłącznym dystrybutorem w Polsce łamigłówek belgijskiej firmy Smart Games. W swojej ofercie ma także gry zręcznościowe francuskiej firmy ASMODEE.

## Otrzymane nagrody
Za swoje gry Granna otrzymała wiele nagród i wyróżnień zarówno w Polsce, jak i za granicą.
- 2016 CVlizacje najlepszą grą rodzinną na UK GAMES EXPO
- 2015 Wyróżnienie w XIV edycji konkursu ŚWIAT PRZYJAZNY DZIECKU dla gier „JUŻ CZYTAM” i „2x2” (organizowany przez Komitetu Ochrony Praw Dziecka)
- 2015 Nagroda Główna w XIV edycji konkursu ŚWIAT PRZYJAZNY DZIECKU dla gry EMPATIO (organizowany przez Komitetu Ochrony Praw Dziecka)
- 2015 Nagroda główna SUPERPRODUKT 2015 miesięcznika MAM DZIECKO dla serii Klub Przedszkolaka. Gry zostały wybrane najlepszym produktem w kategorii Programy i materiały edukacyjne
- 2014 nagroda Gazele Biznesu Rankingu najbardziej dynamicznych małych i średnich firm
- 2014 Nagroda Główna w XIII edycji konkursu ŚWIAT PRZYJAZNY DZIECKU dla gier „BARCELONA CZY WERONA?” oraz „KRÓLICZEK” (organizowany przez Komitetu Ochrony Praw Dziecka)
- 2014 Wyróżnienie w XIII edycji konkursu ŚWIAT PRZYJAZNY DZIECKU dla gry „FARAS” (organizowany przez Komitetu Ochrony Praw Dziecka)
- 2013 Wyróżnienie w XII edycji konkursu ŚWIAT PRZYJAZNY DZIECKU dla gier: „PYCHA MICHA”, „POTWORY DO SZAFY” oraz „IQ FIT” (organizowany przez Komitetu Ochrony Praw Dziecka)
- 2013 Nagroda główna SUPERPRODUKT 2015 miesięcznika MAM DZIECKO dla gier: „PYCHA MICHA”, „POTWORY DO SZAFY”, „NOS W NOS”
- 2013 Nominacja w plebiscycie GRA ROKU 2013 dla gry Rancho
- 2013 Gra roku w Finlandii dla gry „SUPERFARMER”.
- 2012 Nagroda Główna w XI edycji konkursu ŚWIAT PRZYJAZNY DZIECKU dla gier: „WIEŻOWCE W BUDOWIE”, „ TWARZĄ W TWARZ”, „KRÓLICZEK”, „IQ LINK”, „ZŁAM TO”, „WODNY ŚWIAT”, „TROJA”, „TANGRAMY – ZWIERZĘTA”, „TANGRAMY – PRZEDMIOTY”, „TANGRAMY – LUDZIE”, „TAJEMNICE ŚWIĄTYNI”, „RANCHO”, „PINGWINY NA LODZIE”, „MAGICZNY LAS”, „KOT I MYSZ”, „KOLOROWY KOD”, „KOKOSZKI”, „IQ TWIST”, „ IQ FIT”, „BLOKADA”, „AUTO”, „ARKA NOEGO”, „ANTYWIRUS”, „ANAKONDA”, „3 TRAKI” (organizowany przez Komitetu Ochrony Praw Dziecka)
- 2012 Wyróżnienie w XI edycji konkursu ŚWIAT PRZYJAZNY DZIECKU dla gry „NOS W NOS” (organizowany przez Komitetu Ochrony Praw Dziecka)
- 2012 Nagroda główna SUPERPRODUKT 2012 miesięcznika MAM DZIECKO dla gier: „PUZLINO CO PASUJE” I „MEMINO – PRZECIWIEŃSTWA”
- 2011 Złoty Medal Targów w kategorii ZABAWKA za grę „Trzy traki” podczas IV Targów Gier i Zabawek w Łodzi
- 2011 Wyróżnienie w X edycji konkursu ŚWIAT PRZYJAZNY DZIECKU dla gier „PUZLINO CO PASUJE” I „MEMINO – PRZECIWIEŃSTWA” (organizowany przez Komitetu Ochrony Praw Dziecka)
- 2011 Nagroda Gra Roku 2011 we Francji dla gry „GRINGO”
- 2010 nagroda Gazele Biznesu Rankingu najbardziej dynamicznych małych i średnich firm
- 2010 Wyróżnienie w IX edycji konkursu ŚWIAT PRZYJAZNY DZIECKU dla gier „BUMERANG” I „BIM BOM” (organizowany przez Komitetu Ochrony Praw Dziecka)
- 2009 Nagroda główna VIII edycji konkursu ŚWIAT PRZYJAZNY DZIECKU dla gier „MĄDRY ZAMEK” I „KAMELOT” (organizowany przez Komitetu Ochrony Praw Dziecka)
- 2009 nagroda Gazele Biznesu Rankingu najbardziej dynamicznych małych i średnich firm
- 2009 Wyróżnienie w konkursie SUPERPORDUKT miesięcznika MAM DZIECKO dla gier: „MĄDRY ZAMEK”, „KAMELOT”, „DZIEŃ I NOC”, AUTO”.
- 2008 Nagroda główna VII edycji konkursu ŚWIAT PRZYJAZNY DZIECKU dla gier „SAFARI” I „PORT LOTNICZY”, „PIRACI”, „KAMUFLAŻ”, „DZIEŃ I NOC” (organizowany przez Komitetu Ochrony Praw Dziecka)
- 2008 Wyróżnienie w VII edycji konkursu ŚWIAT PRZYJAZNY DZIECKU dla gry „HOOOP!” (organizowany przez Komitetu Ochrony Praw Dziecka)
- 2007 Wyróżnienie w VI edycji konkursu ŚWIAT PRZYJAZNY DZIECKU dla gry „SUPERFARMER” (organizowany przez Komitetu Ochrony Praw Dziecka)
- 2007 Nominacja w plebiscycie GRA ROKU 2007
- 2006 Nagroda Główna V edycji konkursu ŚWIAT PRZYJAZNY DZIECKU dla gier: „PUZZLE ZWIERZĘTA”, „MEMO ZABAWKI’, „LOTTO DOM”, „DOMINO KOLORY” (organizowany przez Komitetu Ochrony Praw Dziecka)
- 2006 Nagroda główna SUPERPRODUKT 2006 miesięcznika MAM DZIECKO dla gier: „PUZZLE ZWIERZĘTA”, „MEMO ZABAWKI’, „LOTTO DOM”, „DOMINO KOLORY”
- 2006 Wyróżnienie w konkursie „Innowator Roku” 2006 dla gier: „ZAGADKI SMOKA OBIBOKA”, „PATYCZAKI”, „ NOWA ZAGADKI SMOKA OBIBOKA”, „LALECZKI”, „KOT W WORKU”, „FIGURAKI”, „MÓJ PIERWSZY QUIZ”
- 2005 Nagroda Główna IV edycji konkursu ŚWIAT PRZYJAZNY DZIECKU dla gry: „POCZTA” (organizowany przez Komitetu Ochrony Praw Dziecka)
- 2005 Nagroda główna SUPERPRODUKT 2005 miesięcznika MAM DZIECKO dla gier: „TĘCZA”, „MÓJ PIERWSZY QUIZ”
- 2004 Nagroda Główna III edycji konkursu ŚWIAT PRZYJAZNY DZIECKU dla gry: „QUIZ ORTOGRAFICZNY” (organizowany przez Komitetu Ochrony Praw Dziecka)
- 2003 Nagroda Główna II edycji konkursu ŚWIAT PRZYJAZNY DZIECKU dla gry: „KARTA ROWEROWA” (organizowany przez Komitetu Ochrony Praw Dziecka)
- 2003 Wyróżnienie w II edycji konkursu ŚWIAT PRZYJAZNY DZIECKU dla gier: „KOT W WORKU” i „FIGURAKI” (organizowany przez Komitetu Ochrony Praw Dziecka)
- 2003 Nagroda Sprawna Hracka dla gry „TĘCZA”
- 2002 Nagroda Główna I edycji konkursu ŚWIAT PRZYJAZNY DZIECKU dla gier: „ZAGADKI SMOKA OBIBOKA” i „NOWE ZAGADKI SMOKA OBIBOKA” (organizowany przez Komitetu Ochrony Praw Dziecka)
- 2001 nagroda EDUKACJA XXI dla gier: „ZGADUJ ZGADULA”, „SZNURKI I DZIURKI’, „QUIZ ORTOGRAFICZNY”, „MEMO OD A DO Ż”, „LOTTO MISIE I RYSIE”, „DOMINO”
- 1998 Hit 98 nagroda miesięcznika Mamo, to ja dla gier: „ZAGADKI SMOKA OBIBOKA”, „PATYCZAKI” „NOWE ZAGADKI SMOKA OBIBOKA”, „TĘCZA”